# Малая Трещевка
Малая Трещевка — деревня в Рамонском районе Воронежской области.
Входит в состав Сомовского сельского поселения.

## Население
| 2010 |
| ---- |
| 21   |

## Улицы
- ул. Заречная,
- ул. Нагорная,
- ул. Садовая.